# António Pinto Leite
António Maria Vieira de Castro Pinto Leite  (Lisboa, São Jorge de Arroios, 24 de julho de 1954) é um político, jornalista e advogado português.

## Biografia
Filho de Fernando Maria Anjos Pinto Leite, que usou o título de 5.° Visconde dos Olivais e em Monarquia seria Representante do Título de Visconde da Gandarinha, e de sua mulher Maria Teresa Buzaglo Vieira de Castro, bisneta e filha de Judeus Sefarditas, sobrinho paterno de José Pedro Pinto Leite e primo em segundo grau de Fernando Ulrich.
Licenciou-se em Direito, em 1979, e exerce a advocacia desde 1982. Foi assistente na Universidade de Lisboa e na Faculdade de Direito da Universidade Católica Portuguesa, e presidente do Conselho Directivo da Escola Superior de Comunicação Social do Instituto Politécnico de Lisboa, entre 1985 e 1993.
Dedicado sobretudo ao direito comercial, é membro da Delegação Nacional Portuguesa da Câmara de Comércio Internacional, co-presidente do Conselho de Administração da sociedade de advogados Morais Leitão, Galvão Teles, Soares da Silva & Associados, e presidente da Associação Cristã de Empresários e Gestores.
Militante do Partido Social Democrata (PPD/PSD), foi presidente da Comissão Política Distrital de Lisboa, entre 1988 e 1990.
É adepto do Clube de Futebol "Os Belenenses".
Casou em Cascais, Estoril, a 5 de setembro de 1981 com Maria Margarida Ferreira Simões de Almeida (Lisboa, São Jorge de Arroios, 3 de agosto de 1957), da qual tem três filhos e duas filhas.